# Białośliwie (gemeente)
De gemeente Białośliwie is een landgemeente in het Poolse woiwodschap Groot-Polen, in powiat Pilski.
De zetel van de gemeente is in Białośliwie.
Op 30 juni 2004 telde de gemeente 4867 inwoners.

## Oppervlakte gegevens
In 2002 bedroeg de totale oppervlakte van gemeente Białośliwie 75,68 km², waarvan:
- agrarisch gebied: 74%
- bossen: 11%

De gemeente beslaat 5,97% van de totale oppervlakte van de powiat.

## Demografie
Stand op 30 juni 2004:
| Omschrijving                   | Totaal | Totaal | Vrouwen | Vrouwen | Mannen | Mannen |
| ------------------------------ | ------ | ------ | ------- | ------- | ------ | ------ |
| eenheid                        | aantal | %      | aantal  | %       | aantal | %      |
| inwoners                       | 4867   | 100    | 2429    | 49,9    | 2438   | 50,1   |
| bevolkingsdichtheid (inw./km²) | 64,3   | 64,3   | 32,1    | 32,1    | 32,2   | 32,2   |

In 2002 bedroeg het gemiddelde inkomen per inwoner 1374,73 zł.

## Administratieve plaatsen (sołectwo)
Białośliwie, Dworzakowo, Dębówko Nowe, Dębówko Stare, Krostkowo, Nieżychowo, Pobórka Mała, Pobórka Wielka, Tomaszewo.
Zonder de status sołectwo : Nieżychówko.

## Aangrenzende gemeenten
Miasteczko Krajeńskie, Szamocin, Wyrzysk, Wysoka